# Idia immaculalis
Idia immaculalis là một loài bướm đêm thuộc họ Noctuidae. Nó được tìm thấy ở at lĐông California, phía bắc và phía đông across Montana tới miền nam Alberta và Saskatchewan.
Sải cánh dài 35–39 mm. Con trưởng thành bay từ tháng 6 đến tháng 8.